# ЖХК Лавина (Кременчук)
ЖХК «Лавина» — український жіночий хокейний клуб з м. Кременчук.
Домашні ігри проводить на ковзанці «Айсберг» Кременчук.
Кольори клубу: синій, червоний та білий.

## Історія клубу
Заснований у серпні 2016 року. Виступає у Чемпіонаті України з хокею серед жінок.

## Склади команди
Основні скорочення:

А — асистент, К — капітан, Л — ліва, П — права, ЛК — лівий крайній, ПК — правий крайній, Ц — центровий,  — травмований.
Станом на 28 грудня 2016
| Воротарі | Воротарі | Воротарі       | Воротарі | Воротарі        | Воротарі           |
| #        | Країна   | Гравець        | Захват   | Дата народження | Місце народження   |
| -------- | -------- | -------------- | -------- | --------------- | ------------------ |
| 73       | Україна  | Ірина Заїченко |          | 29 вересня 2000 | Кременчук, Україна |

| Захисники | Захисники | Захисники           | Захисники | Захисники       | Захисники          |
| #         | Країна    | Гравець             | Кидок     | Дата народження | Місце народження   |
| --------- | --------- | ------------------- | --------- | --------------- | ------------------ |
| 8         | Україна   | Ірина Лосєва        |           | 15 січня 1999   | Кременчук, Україна |
| 10        | Україна   | Ірина Бажан         |           | 12 вересня 1989 | Кременчук, Україна |
| 30        | Україна   | Яна Лук'янченко     |           | 29 червня 1988  | Кременчук, Україна |
| 32        | Україна   | Юлія Співак         |           | 6 серпня 1998   | Кременчук, Україна |
| 43        | Україна   | Олена Ільїна        |           | 15 грудня 1987  | Київ, Україна      |
| 77        | Україна   | Владислава Слісенко |           | 14 лютого 1998  | Кременчук, Україна |

| Нападники | Нападники | Нападники           | Нападники | Нападники       | Нападники          | Нападники |
| #         | Країна    | Гравець             | Кидок     | Дата народження | Місце народження   |           |
| --------- | --------- | ------------------- | --------- | --------------- | ------------------ | --------- |
| 15        | Україна   | Ірина Брусилівська  |           | 18 травня 1982  | Кременчук, Україна |           |
| 21        | Україна   | Наталія Архипенко   |           | 28 січня 1978   | Київ, Україна      |           |
| 22        | Україна   | Єлизавета Павлова А |           | 14 травня 1999  | Кременчук, Україна |           |
| 22        | Україна   | Ірина Ніколаєва     |           | 11 вересня 1975 | Кременчук, Україна |           |
| 25        | Україна   | Оксана Вовкодав К   |           | 25 вересня 1988 | Кременчук, Україна |           |
| 47        | Україна   | Еліна Чуракова      |           | 28 січня 2001   | Кременчук, Україна |           |
| 48        | Україна   | Марія Роганова      |           | 5 лютого 1970   | Кременчук, Україна |           |
| 55        | Україна   | Ярослава Панасенко  |           | 13 вересня 1989 | Кременчук, Україна |           |
| 75        | Україна   | Тетяна Лемешко      |           | 30 грудня 1993  | Кременчук, Україна |           |
| ?         | Україна   | Карина Юзьків       |           |                 | Кременчук, Україна |           |

### Керівництво
- Президент — Ірина Бруслиновська[2]

### Тренерський штаб і персонал
- Тренер — Денис Ісаєнко
- Тренер — Володимир Романенко
- Тренер воротарів — Микита Петленко